# Cryptotriton necopinus
Cryptotriton necopinus es una especie de salamandra en la familia Plethodontidae.

## Distribución geográfica y hábitat
Es endémica del departamento de Francisco Morazán (Honduras). Su hábitat natural son los montanos húmedos tropicales o subtropicales. Su rango altitudinal oscila alrededor de 1800 m s. n. m..